# Michele Sepe
Pas d'image ? Cliquez ici

a Compétitions nationales et continentales officielles uniquement.

b Matchs officiels uniquement.
Dernière mise à jour le 5 juin 2020.
 Michele Sepe , né le 8 octobre 1986 à Rome, est un joueur italien de rugby à XV qui évolue au poste d'ailier International italien à trois reprises, il joue avec le Fiamme Oro depuis 2013.

## Biographie
- ????-2005 : SS Lazio
- 2005-2009 : Unione Rugby Capitolina
- 2009-2010 : Rugby Viadana
- 2010-2012 : Benetton Trévise
- 2012-2013 : Cavalieri Prato
- Depuis 2013: Fiamme Oro

Il honore sa première cape internationale le 11 juin 2006 avec l'équipe d'Italie contre le Japon pour une victoire 52-6 à Tokyo.

## Palmarès
- Vainqueur du championnat d'Italie en 2009 et 2010 avec le Benetton Trévise.

## Statistiques en équipe nationale
- 3 sélections avec l'Italie
- 5 points (1 essai)
- Sélections par année : 2 en 2006, 1 en 2010